# Hemmo Silvennoinen
Hemmo Valio Silvennoinen (ur. 6 listopada 1932 w Kesälahti, zm. 4 grudnia 2002 w Vantaa) – fiński skoczek narciarski, zwycięzca 3. Turnieju Czterech Skoczni, olimpijczyk (Cortina d’Ampezzo 1956).

## Przebieg kariery
W marcu 1954 zajął trzecie miejsce w Tygodniu Lotów Narciarskich w Planicy. Na przełomie 1954 i 1955 po raz pierwszy w karierze wziął udział w Turnieju Czterech Skoczni. W poszczególnych konkursach jego trzeciej edycji zajął drugie miejsce w Oberstdorfie, trzecie w Garmisch-Partenkirchen oraz drugie w Innsbrucku i Bischofshofen. Rezultaty te pozwoliły mu zwyciężyć w cyklu z przewagą niecałych trzech punktów nad drugim w klasyfikacji Eino Kirjonenem. Silvennoinen jako pierwszy skoczek w historii odniósł triumf w Turnieju Czterech Skoczni, nie odnosząc zwycięstwa w żadnym z czterech konkursów. Został również pierwszym fińskim skoczkiem, który wygrał cały turniej. W lutym 1955 triumfował podczas Tygodnia Lotów Narciarskich w Oberstdorfie. W zawodach tych jego najlepszym rezultatem było 128 m, osiągnięte ostatniego dnia rywalizacji.
W 1956 ponownie wziął udział w Turnieju Czterech Skoczni. Odniósł zwycięstwo w noworocznym konkursie turnieju w Garmisch-Partenkirchen, po czym został wykluczony z dalszej rywalizacji w efekcie tego, że podczas nocy sylwestrowej nie przestrzegał zakazu spożywania alkoholu. Zabraknąć miało go już na starcie zawodów w Ga-Pa, jednak wstawili się za nim koledzy z drużyny oraz członkowie sztabu szkoleniowego i trener ostatecznie pozwolił mu wystąpić. W lutym tamtego roku Silvennoinen wystartował w igrzyskach olimpijskich w Cortina d’Ampezzo, podczas których zajął dziesiąte miejsce w rywalizacji skoczków narciarskich. W marcu 1956 zwyciężył w igrzyskach narciarskich w Lahti.
W kolejnych latach występował w zawodach nieregularnie. W 1957 zajął dwunaste, a w 1961 drugie miejsce na Festiwalu Narciarskim w Holmenkollen, w 1957 trzecie miejsce, a w 1960 szóste na szwedzkich igrzyskach narciarskich, w 1957 piąte miejsce, w 1959 siedemnaste, w 1960 dziesiąte, a w 1961 siódme podczas igrzysk narciarskich w Lahti.
Na przełomie 1961 i 1962 ponownie zaprezentował się w Turnieju Czterech Skoczni. W jego dziesiątej edycji zajął trzecie miejsce w klasyfikacji generalnej, tracąc 21,9 punktu do triumfatora Eino Kirjonena oraz 10,2 punktu do drugiego w turnieju Williego Eggera. Na wynik Silvenoinena w całym cyklu złożyły się czwarte miejsce w Oberstdorfie, dziewiąte w Innsbrucku, dwunaste w Garmisch-Partenkirchen oraz czternaste w Bischofshofen.
W lutym 1962 uczestniczył w obu konkursach skoków narciarskich rozgrywanych w ramach mistrzostw świata w Zakopanem. Na normalnym obiekcie uplasował się na czwartym miejscu, a na dużym był dwudziesty trzeci. W marcu 1962 zajął 35. miejsce na igrzyskach narciarskich w Lahti oraz 14. na festiwalu w Holmenkollen.

## Osiągnięcia

### Igrzyska olimpijskie
| Miejsce | Data          | Miejscowość       | Punkt K | Konkurs  | Skok 1 | Skok 2 | Nota  | Zwycięzca       | Źródło       |
| ------- | ------------- | ----------------- | ------- | -------- | ------ | ------ | ----- | --------------- | ------------ |
| 10.     | 5 lutego 1956 | Cortina d’Ampezzo | K-80    | indywid. | 75,5   | 77,0   | 207,5 | Antti Hyvärinen | [ 1 ] [ 10 ] |

### Mistrzostwa świata
| Miejsce | Data           | Miejscowość | Punkt K | Skok 1 | Skok 2 | Skok 3 | Nota  | Zwycięzca        | Źródło |
| ------- | -------------- | ----------- | ------- | ------ | ------ | ------ | ----- | ---------------- | ------ |
| 4.      | 21 lutego 1962 | Zakopane    | K-65    | 64,5   | 69,0   | 69,0   | 218,9 | Toralf Engan     | [ 8 ]  |
| 23.     | 25 lutego 1962 | Zakopane    | K-90    | 85,5   | 90,0   | 90,5   | 203,6 | Helmut Recknagel | [ 9 ]  |